# Municipio de Corsicana
El municipio de Corsicana (en inglés: Corsicana Township) es un municipio ubicado en el condado de Barry en el estado estadounidense de Misuri. En el año 2010 tenía una población de 418 habitantes y una densidad poblacional de 9,46 personas por km².

## Geografía
El municipio de Corsicana se encuentra ubicado en las coordenadas 36°47′24″N 93°59′7″O / 36.79000, -93.98528. Según la Oficina del Censo de los Estados Unidos, el municipio tiene una superficie total de 44.16 km², de la cual 44,09 km² corresponden a tierra firme y (0,16 %) 0,07 km² es agua.

## Demografía
Según el censo de 2010, había 418 personas residiendo en el municipio de Corsicana. La densidad de población era de 9,46 hab./km². De los 418 habitantes, el municipio de Corsicana estaba compuesto por el 94,26 % blancos, el 1,2 % eran amerindios, el 1,44 % eran asiáticos, el 2,39 % eran de otras razas y el 0,72 % eran de una mezcla de razas. Del total de la población el 8,37 % eran hispanos o latinos de cualquier raza.